# Inspecteur Wexford
Inspecteur Wexford (The Ruth Rendell Mysteries) est une série télévisée britannique en 84 épisodes de 55 à 120 minutes, créée d'après les romans de Ruth Rendell et diffusée entre le 2 août 1987 et le 11 octobre 2000 sur ITV.
En France, la série a été diffusée à partir de 1998 sur France 3.

## Synopsis
Cette série met en scène les enquêtes policières de l'inspecteur Wexford dans la ville imaginaire de Kingsmarkham.

## Distribution
- George Baker : Inspecteur Wexford
- Christophe Ravenscroft : Inspecteur Burden
- Louie Ramsay (en) : Dora Wexford
- Diane Keen (en) : Jenny Burden
- Ann Penfold : Jean Burden
- Sean Pertwee : Sergent Barry Vine

## Épisodes

### Première saison (1987)
1. Titre français inconnu (Wolf to the Slaughter - Part 1)
2. Titre français inconnu (Wolf to the Slaughter - Part 2)
3. Titre français inconnu (Wolf to the Slaughter - Part 3)
4. Titre français inconnu (Wolf to the Slaughter - Part 4)

### Deuxième saison (1988)
1. Titre français inconnu (A Guilty Thing Surprised - Part 1)
2. Titre français inconnu (A Guilty Thing Surprised - Part 2)
3. Titre français inconnu (A Guilty Thing Surprised - Part 3)
4. Titre français inconnu (Shake Hands Forever - Part 1)
5. Titre français inconnu (Shake Hands Forever - Part 2)
6. Titre français inconnu (Shake Hands Forever - Part 3)

### Hors saison (1988)
1. Titre français inconnu (No Crying He Makes) 90 minutes

### Troisième saison (1989)
1. Titre français inconnu (No More Dying Then - Part 1)
2. Titre français inconnu (No More Dying Then - Part 2)
3. Titre français inconnu (No More Dying Then - Part 3)
4. Titre français inconnu (A Sleeping Life - Part 1)
5. Titre français inconnu (A Sleeping Life - Part 2)
6. Titre français inconnu (A Sleeping Life - Part 3)

### Hors saison (1989)
1. Titre français inconnu (The Veiled One) 100 minutes

### Quatrième saison (1990)
1. Titre français inconnu (Some Lie and Some Die - Part 1)
2. Titre français inconnu (Some Lie and Some Die - Part 2)
3. Titre français inconnu (Some Lie and Some Die - Part 3)
4. Titre français inconnu (The Best Man to Die: Part 1)
5. Titre français inconnu (The Best Man to Die: Part 2)
6. Titre français inconnu (The Best Man to Die: Part 3)
7. Titre français inconnu (An Unkindness of Ravens - Part 1)
8. Titre français inconnu (An Unkindness of Ravens - Part 2)

### Hors saison (1990)
1. Titre français inconnu (Put on by Cunning) 110 minutes

### Cinquième saison (1991)
1. Titre français inconnu (A New Lease of Death - Part 1)
2. Titre français inconnu (A New Lease of Death - Part 2)
3. Titre français inconnu (A New Lease of Death - Part 3)
4. Titre français inconnu (Murder Being Once Done - Part 1)
5. Titre français inconnu (Murder Being Once Done - Part 2)
6. Titre français inconnu (Murder Being Once Done - Part 3)
7. Titre français inconnu (From Doon with Death - Part 1)
8. Titre français inconnu (From Doon with Death - Part 2)
9. Titre français inconnu (Means of Evil - Part 1)
10. Titre français inconnu (Means of Evil - Part 2)

### Hors saison (1991)
1. Titre français inconnu (Achilles Heel) 120 minutes

### Sixième saison (1992)
1. Titre français inconnu (The Speaker of Mandarin - Part 1)
2. Titre français inconnu (The Speaker of Mandarin - Part 2)
3. Titre français inconnu (The Speaker of Mandarin - Part 3)
4. Titre français inconnu (The Mouse in the Corner - Part 1)
5. Titre français inconnu (The Mouse in the Corner - Part 2)
6. Titre français inconnu (An Unwanted Woman - Part 1)
7. Titre français inconnu (An Unwanted Woman - Part 2)
8. Titre français inconnu (Kissing the Gunner's Daughter - Part 1)
9. Titre français inconnu (Kissing the Gunner's Daughter - Part 2)
10. Titre français inconnu (Kissing the Gunner's Daughter - Part 3)
11. Titre français inconnu (Kissing the Gunner's Daughter - Part 4)

### Hors saison (1992)
1. Titre français inconnu (Talking to Strange Men) 120 minutes

### Septième saison (1994)
1. Titre français inconnu (Master of the Moor - Part 1)
2. Titre français inconnu (Master of the Moor - Part 2)
3. Titre français inconnu (Master of the Moor - Part 3)

### Huitième saison (1995)
1. Titre français inconnu (Vanity Dies Hard - Part 1)
2. Titre français inconnu (Vanity Dies Hard - Part 2)
3. Titre français inconnu (Vanity Dies Hard - Part 3)
4. Titre français inconnu (The Strawberry Tree - Part 1)
5. Titre français inconnu (The Strawberry Tree - Part 2)

### Hors saison (1996)
1. Titre français inconnu (Heartstones)
2. Titre français inconnu (Simisola - Part 1)
3. Titre français inconnu (Simisola - Part 2)
4. Titre français inconnu (Simisola - Part 3)

### Neuvième saison (1996)
1. Titre français inconnu (The Secret House of Death - Part 1)
2. Titre français inconnu (The Secret House of Death - Part 2)
3. Titre français inconnu (A Case of Coincidence - Part 1)
4. Titre français inconnu (A Case of Coincidence - Part 2)

### Dixième saison (1997)
1. Titre français inconnu (The Double)
2. Titre français inconnu (A Dark Blue Perfume)
3. Titre français inconnu (Bribery and Corruption - Part 1)
4. Titre français inconnu (Bribery and Corruption - Part 2)
5. Titre français inconnu (Thornapple)
6. Titre français inconnu (May and June - Part 1)
7. Titre français inconnu (May and June - Part 2)
8. Titre français inconnu (Front Seat)

### Onzième saison (1998)
1. Titre français inconnu (Going Wrong - Part 1)
2. Titre français inconnu (Going Wrong - Part 2)
3. Titre français inconnu (Going Wrong - Part 3)
4. Titre français inconnu (Road Rage - Part 1)
5. Titre français inconnu (Road Rage - Part 2)

### Hors saison (1998-2000)
1. Titre français inconnu (You Can't Be Too Careful)
2. Titre français inconnu (The Orchard Walls)
3. Titre français inconnu (The Lake of Darkness)
4. Titre français inconnu (The Fallen Curtain)
5. Titre français inconnu (Harm Done) 120 minutes